# Stylops apicalis
Stylops apicalis är en insektsart som beskrevs av Richard Mitchell Bohart 1937. Stylops apicalis ingår i släktet Stylops och familjen stekelvridvingar. Inga underarter finns listade i Catalogue of Life.